# 左溪乡
左溪乡是中国陕西省汉中市西乡县下辖的一个乡。

## 行政区划
左溪乡下辖以下行政区：
杨泗村、河坎村、焦家坝村、邓家河村、天池村、麻柳村、狮庄村